# Пал (деревня)
Пал — деревня в Няндомском районе Архангельской области.

## География
Находится в юго-западной части Архангельской области на расстоянии приблизительно 38 км на восток-юго-восток по прямой от административного центра района города Няндома к югу от озера Спасское.

## История
В 1873 году здесь было учтено 16 дворов, в 1905 — 22. Тогда деревня входила в Каргопольский уезд Олонецкой губернии. До 2022 года входила в Мошинское сельское поселение до его упразднения.

## Население
Численность населения: 94 человека (1873 год), 135 (1905), 11 (русские 86 %) в 2002 году, 3 в 2010.